# Джорджано
Мирослав Стоянов, по-известен като Джорджано, е български музикален изпълнител и автор на текстове, добил значителна популярност в Интернет с нестандартните си изяви, публикувани в YouTube, и станал обект на множество публикации, обсъждащи отзвука и въобще значението на подобни обществени феномени.

## Детство и кариера
Мирослав Стоянов е роден в град Стара Загора, но според други източници е родом от Варна. Понастоящем живее в Стара Загора. Няма музикално образование, завършил е професионална гимназия по облекло и туризъм с профил „Готварство“. Става известен с първата си песен „Но защо така“, последвана от „Целувам те аз“, „Къси гащи“ и „Отиваме на купон“. Гледанията на много от клиповете му надхвърлят сто хиляди, а най-популярните му изпълнения са посетени повече от 1.5 милиона пъти.  Той продуцира сам клиповете си, за което също му помагат лични приятели. Изпълненията му добиват голямата си популярност не заради своите музикални качества, колкото заради забавлението, което намират в тях зрителите, споделяйки ги в социалните мрежи като „излагация“ и „смях до скъсване“. В този смисъл Стоянов дори е определян като „българската Ребека Блек“.
През юли 2015 осъществява дует с попфолк изпълнителката Кристиана, озаглавен „Цяла нощ“.
Участва във VIP Brother 7 през септември 2015 г.
В края на 2015 година подписва договор с новооткритата музикална компания – Хит Микс Мюзик. На 16 януари Джорджано пуска първия си официален видеоклип и песен заедно с Хит Микс Мюзик, който е озаглавен „1001 нощ“. Песента е трио с Кристиана и Силвър. През месец април излиза песента на Адриана „Лъвица“, която включва Джорджано, а също така участва и във видеоклипа. В края на 2016 година напуска музикалната компания поради финансови затруднения.

## Критики и противоречия
Отношението към изявите на нестандартния изпълнител е силно противоречиво, вариращо от „Джорджано е същото като музиката, която се пуска по БГ Радио, само че направено без пари, и далеч по-забавно“ до остра критика, определяща интереса към Стоянов като „фетиш към слабоумието“, а самия него – като „гротескно олицетворение на една култура, която търси и тиражира човешката неадекватност“. Срещат се и по-неутрални мнения, според които Стоянов може да не е непременно добър пример за подрастващите, но изпъква на фона на ежедневието със своите искреност и дори наивна неподправеност: „ако човек не е наистина умен, отличаващ се и истински оригинален, по-добре да бъде себе си“.

## Видеоклипове
| Видеоклип | Премиера   | Режисьор                |
| --------- | ---------- | ----------------------- |
| Цяла нощ  | 11.07.2015 | Людмил Иларионов – Люси |
| 1001 нощ  | 16.01.2016 | Добромир Николов        |
| Лъвица    | 08.05.2016 | Йордан Петков           |